# Charles Holland
Charles Holland (20. september 1908 – 15. december 1989) var en britisk cykelrytter som deltog i de olympiske lege 1932 i Los Angeles og 1936 i Berlin.
Holland vandt en bronzemedalje i banecykling i under OL 1932 i Los Angeles. Han var med på det britisk hold som kom på en tredjeplads i konkurrencen i 4000 meter forfølgelsesløb efter Italien og Frankrig. De andre på holdet var Ernest Johnson, William Harvell og Frank Southall.